# 淀粉囊孔菌属
淀粉囊孔菌属（学名：Amylocystis）是白肉迷孔菌科下的一个属。

## 下属物种
本属包括以下物种：
- 北方淀粉囊孔菌 Amylocystis lapponica (Romell) Bondartsev & Singer
- 单色淀粉囊孔菌 Amylocystis unicolor T.Hatt.